# 陳建安
陳建安（英語：Chen Chien-An，1991年6月16日—），出生于新竹縣，中華民國桌球國手。

## 簡介
2008年，陳建安在西班牙馬德里贏得「第6屆世界青少年桌球錦標賽」男單冠軍，成為桌壇首位世青男單摘金的台灣選手。2013年，陳建安與莊智淵搭擋，為中華台北代表隊首度在桌球頂級賽事世界桌球錦標賽拿下男雙冠軍。2016年與莊智淵、江宏傑共同出戰2016年里約奧運會參與男子團體桌球，與江宏傑搭檔負責男雙項目。 2021年，陳建安與莊智淵、林昀儒共同出戰2020年東京奧運會參與男子團體桌球，與莊智淵搭檔負責男雙項目，首戰面對克羅埃西亞以3:0獲勝晉級八強，八強賽陳建安在雙打點數以及單打點數皆吞敗，最終中華台北代表隊以2:3敗給德國隊。 在國際乒乓球聯合會的最高排名為2014年11月的17名。

## 歷年成績
- 2008年世界青少年桌球錦標賽（英语：World Junior Table Tennis Championships）男單冠軍。
- 2013年亞洲盃男子單打八強。
- 2013年世界桌球錦標賽男子雙打冠軍（與莊智淵搭檔）。
- 2013年世界桌球巡迴賽男子單打四強（日本站）。
- 2014年世界桌球巡迴賽男子單打四強（卡達站）。
- 2014年亞洲盃男子單打四強。
- 2014年世界桌球團體錦標賽銅牌。
- 2015年世界桌球巡迴賽男子單打四強（匈牙利站）。
- 2016年世界桌球巡迴賽男子單打亞軍（匈牙利站）。
- 2016年世界桌球巡迴賽男子單打四強（韓國站）。
- 2017年世界桌球錦標賽男女混雙亞軍（與鄭怡静搭檔）。
- 2020年東京奧運會桌球男子團體八強（與林昀儒、莊智淵搭檔）。
- 2021年杜哈桌球亞錦賽男子團體亞軍（與莊智淵、馮翊新、黃彥誠、孫嘉宏搭檔）。

## 外部連結
- 陳建安在国际奥林匹克委员会的资料
- 陳建安的Facebook專頁
- 陳建安的Instagram帳戶

- 陳建安在國際桌球總會的排名記錄 （页面存档备份，存于）（英文）